# Alocodon kuehnei
Alocodon kuehnei (gr. "diente con surco") es la única una especie conocida del género dudoso  extinto Alocodon de dinosaurio Ornitópodo, que vivió a mediados del período jurásico, hace 162 millones, en el Calloviense, en lo que es ahora Europa. Fue descubierto por Thulborn en 1973 en Portugal. Tenía pequeños dientes con surcos verticales. Sólo se conocen de este animal de estos dientes, y por lo general es considerado un nomen dubium. El holotipo es A. Kuehnei, el nombre de la especie le fue dado en honor al paleontólogo alemán Kühne.
Aunque al principio sea fue considerado un hipsilofodóntido, Paul Sereno en 1991 lo consideró como un ornitisquio incertae sedis. Antiguos estudios indican que esta especie fue un terópodo probable.